# Diogo I
Dom Diogo I (zm. 1561), manikongo w latach 1544 lub 1545 - 1561.
Objął tron po obaleniu Piotra I lub, według niektórych źródeł, Franciszka I. Krótko po przejęciu władzy podjął kroki mające na celu ograniczenie wpływów portugalskich w państwie. W 1546 wysłał do Europy misję dyplomatyczną pod przewodnictwem wyświęconego na kapłana w Kongu Diogo Gomesa. Miała ona za zadanie doprowadzić do zatwierdzenia traktatu z 1517, nakazującego Portugalczykom użytkowanie wyłącznie portu Mpinda i normującego portugalsko - kongijskie stosunki handlowe. Emisariusze królewscy otrzymali również polecenie nawiązania bezpośrednich kontaktów ze Stolicą Apostolską.
Niezależna polityka monarchy wywołała niemal natychmiastową reakcję Portugalczyków. Biskup koadiutor rezydujący w São Tomé przybył do Konga i zasugerował konieczność budowy nowego klasztoru dla rodzimych dominikanów. Król uznał to za ingerencję w sprawy państwa i w 1547 wygnał dostojnika. W roku następnym do kraju powrócił Diogo Gomes. Towarzyszyli mu czterech jezuici, którzy niebawem rozpoczęli działalność misyjną. Stosunki między Diogo I a owymi duchownymi początkowo były poprawne, szybko jednak zaczęły ulegać pogorszeniu. Już w 1549 władca wprowadził ograniczenia, które miały utrudnić im pracę. Jednocześnie kontynuował politykę uniezależnienia się od portugalskiej zwierzchności w kwestiach religijnych (zakończona niepowodzeniem próba wysłania do Rzymu ambasadora, który miał w jego imieniu złożyć hołd papieżowi, 1553). W 1555, w następstwie sporów z kupcami portugalskimi, wypędził niemal wszystkich Europejczyków. Dwa lata później przyjął wprawdzie misjonarzy franciszkańskich (jeden z nich przełożył Biblię na język kikongo), jednak przywiązanie dworu i elit kongijskich do tradycji szybko spowodowało kolejny kryzys w relacjach przybyszami z Europy a manikongo i jego otoczeniem. W jego efekcie Diogo I został zamordowany (1561) i zastąpiony zależnym od Portugalczyków Alfonsem II.